# Lotería de la Florida
La Lotería de la Florida (Florida Lottery) es la lotería del estado de Florida, en los Estados Unidos. La lotería tiene su sede en Tallahassee. Los juegos que organiza la Lotería de la Florida incluyen Florida Powerball, Florida Mega Millions, Florida Lotto, Mega M$ney, pick-5, pick-4, y pick-3. La lotería transfirió más de $1.28 millones USD al Fondo Fideicomisario de la Educación en el año fiscal de 2008-2009.
La iniciativa para establecer una lotería en el estado fue liderada por el gobernador Bob Martinez y la legislatura de Florida, con el objetivo de proporcionar ingresos para la educación pública en Florida. Las ventas del primer juego de la lotería, el rasca y gana de $1 llamado Millonario, comenzaron en 1988. En 2012, Florida ocupó el tercer lugar entre los estados en ingresos anuales de lotería con $4.45 mil millones; los ingresos superaron los $5 mil millones durante el año fiscal 2013.

## Controversia de Bright Futures
El Programa de Becas Bright Futures fue creado en 1997 con los ingresos generados por la Lotería de Florida, y se pretendía que emulara la Beca Hope en Georgia. Originalmente, el programa otorgó más de 42,000 becas por un total de aproximadamente $70 millones. Más tarde, los costos para la beca aumentaron sustancialmente. Actualmente, la Beca le cuesta a la Lotería más de $436.1 millones, con cerca de 170,000 estudiantes aprovechando el programa.

## Crítica
Los votantes de Florida ratificaron la lotería en 1986 con el objetivo de financiar el mejoramiento de la educación. La ley establecía que el 50% se destinara a premios, el 38% a la educación y el 12% restante se utilizara para la administración y promoción de la lotería. Sin embargo, pocos años después, la legislatura empezó a desvirtuar el propósito inicial. En el presupuesto estatal, empezaron a emplear el dinero de la lotería para cubrir los costos operativos y salarios de la educación, mientras redireccionaban esos impuestos hacia proyectos predilectos y gastos no relacionados con la educación.
En 1994, los votantes mostraban su disgusto con los políticos de Tallahassee. Frank Brogan fue electo Comisionado de Educación de Florida, donde la financiación de la lotería se convirtió en un tema crucial. El plan de Brogan creó el Programa de Becas Bright Futures, financió programas de preescolar voluntarios para niños en desventaja, y aportó mejoras para las escuelas públicas, incluyendo tecnología educativa y nuevas aulas. Brogan señaló, "Los floridanos han empezado a ver la financiación de la educación por la lotería como un gran juego de cásaras. Es importante tanto para mejorar la educación como para restaurar la credibilidad de la lotería y del gobierno en general."
En 1995, los senadores estatales Ken Jenne y Karen Johnson señalaron que la lotería no estaba financiando la educación como debería y presentaron proyectos de ley para cambiar esto. El senador Jenne mostró un logo alternativo de la Lotería para señalar que la financiación de la misma estaba en mal estado. Para ese año, el dinero de la Lotería representó el 7.5% ($829 millones) del presupuesto educativo estatal de $11 mil millones.